# Hans Clarin
Pour les articles homonymes, voir Clarin.
Hans Clarin, nom de scène de Hans Joachim Schmid (né le 14 septembre 1929 à Wilhelmshaven, mort le 28 août 2005 à Aschau im Chiemgau) est un acteur allemand.

## Carrière
Peu de temps après sa naissance à Wilhelmshaven, la famille Hans Clarins, dont le père est fonctionnaire, s'installe à Francfort-sur-le-Main. Il y grandit et fréquente le Musisches Gymnasium jusqu'en 1945. Il vit ensuite près d'Ulm. Après avoir terminé ses études secondaires, il étudie le théâtre auprès de Ruth von Zerboni à Munich.
En 1951, il a un grand succès sur la scène du Bayerisches Staatsschauspiel à Munich sous le nom de scène Clarin, qui est reconnu comme son nom de famille en 1971. En 1952, il fait ses débuts au cinéma dans le rôle-titre du conte de fées Zwerg Nase. À partir des années 1960, il est dans de nombreuses productions télévisuelles et radiophoniques.

### Doublage
Clarin devient connu d'un large public dans les années 1960 en tant que doubleur allemand de Kookie (Edward Byrnes) dans la série télévisée américaine 77 Sunset Strip. Il est aussi connu pour être la voix de Pumuckl, à qui il prête sa voix à la radio, à la télévision et à la radio pendant près de 40 ans. Dans les années 1980, il est aussi narrateur dans l'adaptation des Moumines en une série d'animation de marionnettes austro-polonaise.

### Acteur
Clarin apparaît dans environ 200 films au cinéma et à la télévision ainsi que dans des séries télévisées.
Hans Clarin joue souvent dans des films pour enfants, comme Fifi Brindacier. De 1995 à 1999, il participe à la série télévisée Pumuckl TV.

### Autres
Dès les années 1960, il apparaît dans des comédies musicales et des opérettes telles que Madame Pompadour. En 1994, il s'essaie de nouveau à la chanson dans un duo avec Maxie Renner avec Das Mädchen und der Clown, présentée lors du Grand Prix der Volksmusik 1994 qui prend la huitième place.
Il est l'auteur d'un livre pour enfants Paquito oder die Welt von unten.

## Vie privée
Hans Clarin a fait trois mariages et a cinq enfants. Son premier mariage est avec Irene Reiter. Avec elle, il a trois filles. La plus jeune, Irene Clarin, deviendra actrice.
Avec sa deuxième épouse Margarethe von Cramer-Klett (née en 1944), fille de l'écrivain chasseur Ludwig Benedikt von Cramer-Klett, Hans Clarin a un fils Philipp et sa fille Anna.
L'acteur se marie une troisième fois en 1995 Christa-Maria von Hardenberg (née en 1945), fille de l'équipementier automobile Günther von Hardenberg et appartenant à la Maison von und zu Fürstenberg par sa mère, et vit avec elle le plus souvent au Moserhof, un château de 400 ans qu'il acquiert en 1974, réalisant un rêve d'enfance ; ses passe-temps préférés sont une trentaine d'animaux qui vivent avec lui là-bas.
Hans Clarin meurt d'une insuffisance cardiaque le 28 août 2005 à 75 ans à Aschau im Chiemgau. Une semaine plus tôt, il était devant la caméra pour le téléfilm Der Bergpfarrer 2 - Heimweh nach Hohenau. Son dernier rôle au cinéma est dans Hui Buh : Le Fantôme du château, sorti en 2006.

## Filmographie sélective

### Cinéma
- 1949 : La Chair
- 1952 : Zwerg Nase
- 1953 : Musik bei Nacht (de)
- 1953 : Die goldene Gans (de)
- 1954 : Feu d'artifice
- 1954 : Geliebtes Fräulein Doktor (de)
- 1955 : Docteurs et Infirmières
- 1958 : L'Auberge du Spessart
- 1958 : Les soldats ne sont pas de bois (Helden)
- 1958 : La Fille aux yeux de chat
- 1959 : Das schöne Abenteuer
- 1960 : Das Spukschloß im Spessart
- 1960 : Au nom de Dieu (de)
- 1962 : Max, der Taschendieb (de)
- 1963 : Das indische Tuch
- 1964 : L'Attaque du fourgon postal
- 1964 : Toujours au-delà
- 1964 : Les Cent Cavaliers
- 1965 : Ein Ferienbett mit 100 PS (de)
- 1965 : Cinquante millions pour Johns
- 1968 : Engelchen oder Die Jungfrau von Bamberg (de)
- 1969 : Eine Frau sucht Liebe (de)
- 1969 : Fifi Brindacier (de)
- 1969 : Die Lümmel von der ersten Bank (de) – Pepe, der Paukerschreck (de)
- 1969 : Här kommer Pippi Långstrump (de)
- 1976 : Rosemaries Tochter (de)
- 1977 : Die Jugendstreiche des Knaben Karl (de)
- 1985 : Marie Ward – Zwischen Galgen und Glorie (de)
- 1986 : Geld oder Leber! (de)
- 1991 : Lippels Traum (de)
- 1992 : Immer Ärger mit Nicole
- 1996 : Ein fast perfekter Seitensprung
- 1999 : Eine fast perfekte Hochzeit
- 2001 : Pinky und der Millionenmops (de)
- 2003 : Pumuckl und sein Zirkusabenteuer (de)
- 2006 : Hui Buh : Le Fantôme du château

### Téléfilms
- 1966 : Portrait eines Helden
- 1971 : Narrenspiegel
- 1972 : Unter anderem Ehebruch
- 1979 : Das verräterische Herz
- 1983 : Der Weg ins Freie
- 1985 : Der kleine Riese (de)
- 1986 : Das Geheimnis von Lismore Castle
- 1987 : Hexenschuss
- 1988 : Tagebuch für einen Mörder (de)
- 1988 : Trouble im Penthouse
- 1989 : Drunter und drüber
- 1989 : Der Bettler vom Kurfürstendamm
- 1991 : Der Unschuldsengel
- 1993 : Hochwürden erbt das Paradies (de)
- 1996 : Hochwürdens Ärger mit dem Paradies (de)
- 1999 : Le Dernier Vol (de)
- 2000 : Weißblaue Geschichten
- 2000 : Polt muss weinen (de)
- 2001 : Der Bestseller
- 2002 : Hochwürden wird Papa
- 2004 : Der Bergpfarrer (de)
- 2004 : Rosamunde Pilcher: Solange es dich gibt (de)
- 2005 : Der Bergpfarrer 2 - Heimweh nach Hohenau

### Séries télévisées
- 1969 : Fifi Brindacier
- 1976-1980 : Vater Seidl und sein Sohn (de)
- 1977-1982 : Opowiadania Muminków (pl)
- 1982-1989 : Meister Eder und sein Pumuckl (de)
- 1983 : Mandara (de) (5 épisodes)
- 1985 : Oliver Maass (de) (3 épisodes)
- 1985 : Le Paria (3 épisodes)
- 1987 : Tatort: Die Macht des Schicksals (de)
- 1987–1988 : Fest im Sattel
- 1988 : Tatort: Die Brüder (de)
- 1989 : Rivalen der Rennbahn (de)
- 1994-1998 : Peter und Paul (de)
- 1999 : Pumuckls Abenteuer (de)
- 2004-2005 : Zwei am großen See (de) (3 épisodes)

## Distinctions
- 1961 : Bayerischer Staatsschauspieler
- 1988 : Pfeifenraucher des Jahres
- 1994 : Croix d'officier de l'Ordre du Mérite de la République fédérale d'Allemagne
- 1996 : Oberbayerischer Kulturpreis
- 1997 : Ordre bavarois du Mérite